# Saneczkarstwo (tory naturalne)

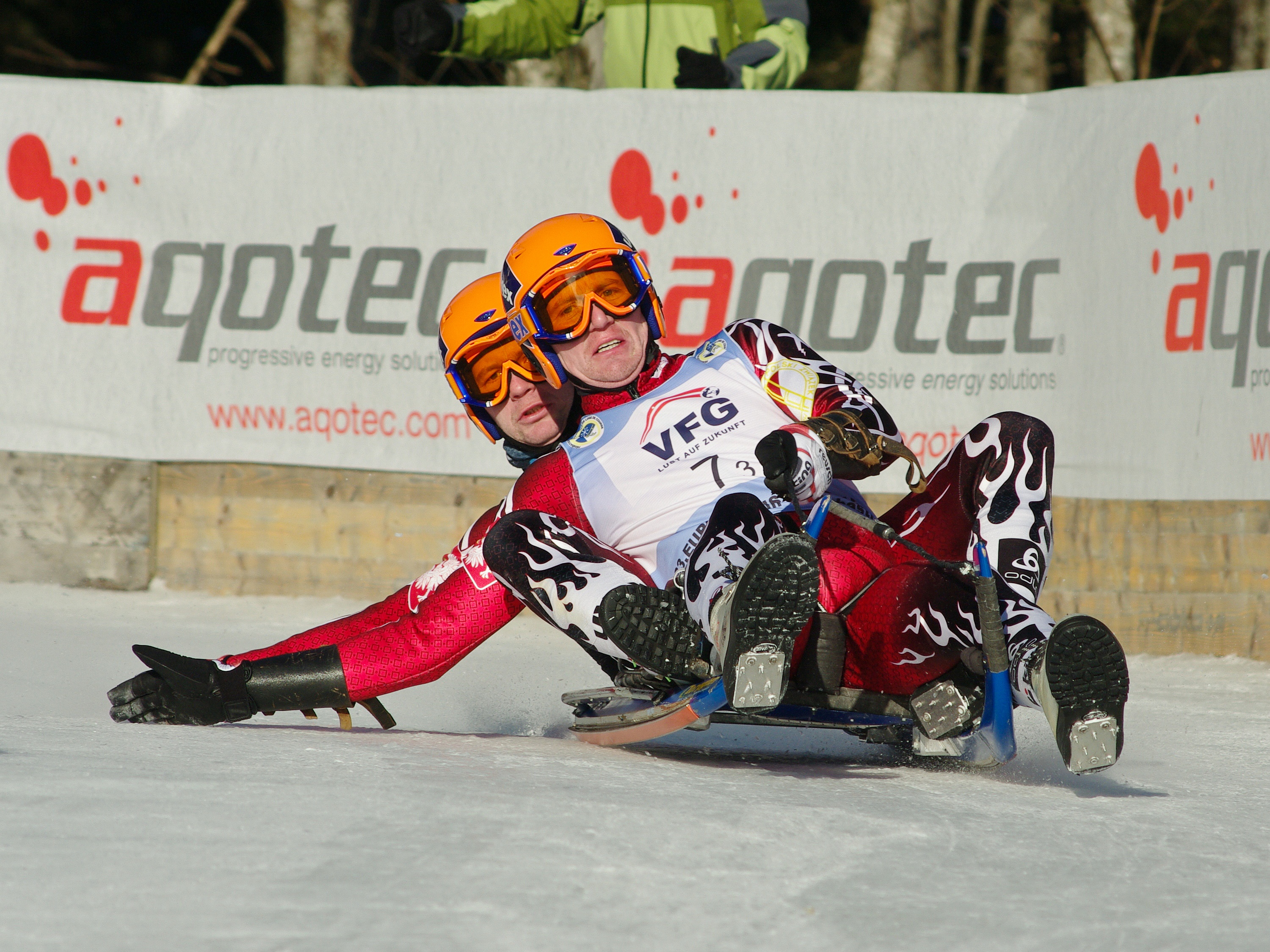
Andrzej Laszczak (z przodu) i Damian Waniczek podczas Mistrzostw Europy w saneczkarstwie na torze naturalnym w 2010 (Sankt Sebastian, Austria)

Saneczkarstwo na torach naturalnych jest nieolimpijską zimową dyscypliną sportową. Podobnie jak w odmianie na torach lodowych rozgrywa się konkurencje jedynek mężczyzn, jedynek kobiet i dwójek mężczyzn.
Konkurencja wyrosła ze zjazdów rekreacyjnych. Ślizgi w tej odmianie sportu saneczkowego odbywają się na torach położonych naturalnie w górach.
Pierwsze mistrzostwa Europy rozegrano w 1970, mistrzostwa świata w 1979. Rozgrywany jest także Puchar Świata. Wiodącą rolę odgrywają zawodnicy z Austrii, Włoch i Rosji.
Polacy odnieśli sukcesy w dwójkach – Krzysztof Niewiadomski i Oktawian Samulski byli mistrzami Europy w 1991, Damian Waniczek i Andrzej Laszczak zdobyli Puchar Świata w sezonie 2001/2002, a Rafał Zasuwa i  Paweł Spratek zdobyli Puchar Świata Juniorów w sezonie 2015/2016.